# Római provinciák
A római provinciák (latin, többes szám: provinciae) vagy tartományok  a Római Birodalom legnagyobb Itálián kívüli területi és adminisztrációs egysége volt, egészen a tetrarchia (i. sz. 296) idejéig, amikor a császárok még nagyobb adminisztratív egységeket is alkalmazni kezdtek, és a Birodalom harmadik szintű közigazgatási alegysége lett.
Provincia alatt tehát az Itálián kívül eső területeket értjük. Ezek a tartományok alárendeltek voltak Rómának, lakói adót fizettek az államnak. Minden tartományt egy római helytartó irányított.

A Római Birodalom legnagyobb kiterjedésében, Traianus alatt (117);
a birodalmi tartományok zöld árnyalatúak,
a szenátori tartományok rózsaszínűek,
a kliens államok pedig szürkék.

## A provinciák felosztása kinevezés szerint
A provinciákat általában szenátori rangú helytartók kormányozták, többnyire volt consulok vagy praetorok. Ennek alapján volt egy-egy provincia proconsuli vagy propraetori. Egyiptom, amelyet Kleopátra halála után Augustus foglalt el, kivétellé vált: alacsonyabb státuszú, lovagrendi helytartókat kapott, talán hogy ezzel is kisebb legyen a szenátorok ambíciója a gazdag provincia irányítására.
A Római Köztársaság idején a provinciák helytartóit egy évre nevezték ki. Az év elején sorshúzással vagy kinevezéssel osztották ki a provinciákat a helytartói hivatalra várakozók közt. A problémás provinciákat rendszerint volt konzulok kapták, akik már nagy tekintéllyel és tapasztalattal rendelkeztek. A légiók elosztása szintén attól függött, milyen veszélyek fenyegették a provinciát. Például i. sz. 14-ben Lusitania nem rendelkezett állandó légióval, Germania Inferior viszont, mivel a rajnai határvidék mindig veszélyes volt, négy állandó légiót is kapott.
A helytartó-aspiránsok főleg az ilyen problémás provinciákra áhítoztak. A probléma háborút jelentett, a háború zsákmányt, rabszolgának eladható foglyokat és meggazdagodást.
Az első római provincia Sicilia volt, Kr. e. 241-től, miután a köztársaság hadai az első pun háborúban meghódították.
A provinciák száma és mérete a római belpolitika függvényében változott. A császárság idején a nagy, vagy nagyszámú sereggel ellátott provinciákat – mint például Pannonia és Moesia – kisebb provinciákra osztották. Így érték el, hogy az egyes helytartók ne tegyenek szert túl nagy hatalomra, ami esetleg már a császári rang iránt is felkelthette volna az étvágyukat.
Amikor létrejött a polgárháborúk időszakát lezáró principátus, Augustus magának tartotta fenn a jogot, hogy számos provinciában ő maga gyakorolja a katonai és adminisztratív főhatalmat. Ezt az intézményt utódai is megtartották, így a stratégiailag létfontosságú tartományok, általában a birodalom sokat támadott határainál, császári provinciák lettek. A többiek szenátori provinciák maradtak, amelyekbe a Szenátus maga nevezhetett ki helytartót.

## A Köztársaság provinciái
- Kr. e. 241 Sicilia, propraetori
- Kr. e. 231 Corsica et Sardinia, propraetori
- Kr. e. 197 Hispania Citerior és Hispania Ulterior, propraetori provinciák
- Kr. e. 146 Macedonia-Achaea, propraetori provincia
- Kr. e. 146 Africa proconsularis, proconsuli
- Kr. e. 129 Asia, proconsuli
- Kr. e. 120 Gallia Transalpina (később Gallia Narbonensis), propraetori
- Kr. e. 81 Gallia Cisalpina, propraetori
- Kr. e. 74 Bithynia, propraetori
- Kr. e. 74 Cyrenaica és Creta, propraetori
- Kr. e. 64 Cilicia és Cyprus, propraetori
- Kr. e. 64 Syria, propraetori
- Kr. e. 33 Illyricum, propraetori

## Az egyes provinciák létrejötte

### Köztársasági tartományok
- Kr.e. 241 – Sicilia. Szicília szigetét elfoglalták a karthágóiaktól, és az első pun háború végén elcsatolták
- Kr.e. 237 – Szardínia és Korzika ; ezt a két szigetet elfoglalták a karthágóiaktól, Kr. e. 238-237-ben annektálták.
- Kr.e. 197 – Hispania Citerior ; az Ibériai-félsziget keleti partja mentén; a karthágóiaktól elfoglalt területek egy része
- Kr.e. 197 – Hispania Ulterior ; az Ibériai-félsziget déli partja mentén; a második pun háborúban a karthágóiaktól elfoglalt területek egy része
- Kr.e. 147 – Macedóniát az akháj háború után annektálták
- ie 146 – Africa (a mai Tunézia, Kelet-Algéria és Nyugat-Líbia); Karthágónak a harmadik pun háborúban történt elpusztítása után jött létre
- Kr.e. 129 – Asia, korábban Pergamoni Királyság Nyugat- Anatóliában (ma Törökországban)
- ie 120 – Gallia Narbonensis (Dél-Franciaország); annektálása előtt Gallia Transalpinának (Gallia az Alpok túloldalán) nevezték, hogy megkülönböztessék Gallia Cisalpinától (Észak-Olaszországban).
- Kr.e. 67 – Kréta és Cyrenaica. Cyrenaica Kr.e. 78-ban Rómához került, azonban nem tartományként szervezték meg. Kréta bekebelezésekor Kr. e. 67-ben  bekerült a Creta et Cyrenae tartományba.
- Kr.e. 63 – Bithynia et Pontus. A Bithynia Királyság (Északnyugat-Anatóliában) Kr.e. 74-ben került Rómához. A harmadik mithridai háború (Kr. e. 73–63) végén Pompeius római provinciává szervezte, aki Kr.e. 63-ban belevette a vereséget szenvedett Pontuszi Királyság nyugati részét.
- ie 63 – Szíria; Pompeius megbuktatta a szeleukida királyt, II. Philipposzt, létrehozva Szíria tartományát.
- Kr.e. 63 – Kilikia. Kilikiát Kr. e. 102 - ben a kalózkodás elleni hadjárat során tartományként hozták létre. A rómaiak csak egy kis területet ellenőriztek. Kr.e. 74-ben Lükiát és Pamfüliát (keleten) Kilikiához csatolták. Kilikia teljes mértékben a rómaiak ellenőrzése alá került a harmadik mithridai háború (i.e. 73–63) végén, amelyet Pompeius szervezett újjá Kr.e. 63-ban.
- Kr.e. 58 – Ciprust az utolsó királya, Ptolemaiosz halála után annektálták, és Kilikia tartományhoz adták, létrehozva Kilikia et Cyprus tartományt.
- Kr.e. 46 – Africa Nova (Kelet-Numidia – Algéria), Julius Caesar annektálta Kelet-Numidiát és az új tartományt Africa Nova (új Afrika) néven nevezték, hogy megkülönböztessék a régebbi Africa tartománytól, amelyet Kr. e. 146-ban hoztak létre, amely aztán Africa Vetus néven vált ismertté (régi Afrika). Nyugat-Numidiát Kr.e. 40-ben csatolták Afrika Nova tartományához. A terület továbbra is a Római Birodalom közvetlen része maradt, kivéve egy rövid időszakot (Kr. e. 30–25).

Cisalpine Galliát (Észak-Olaszországban ) a Kr.e. 220-as években foglalta el Róma, és földrajzilag és de facto a római Itália részének tekintették, de politikailag és de jure elkülönülve maradt. I.e. 42-ben a triumvir Augustus jogilag beolvasztotta a római Itália közigazgatási egységébe, Caesar kiadatlan okiratainak ( Acta Caesaris ) megerősítéseként.

### A principátus korának tartományai

#### Augustus alatt

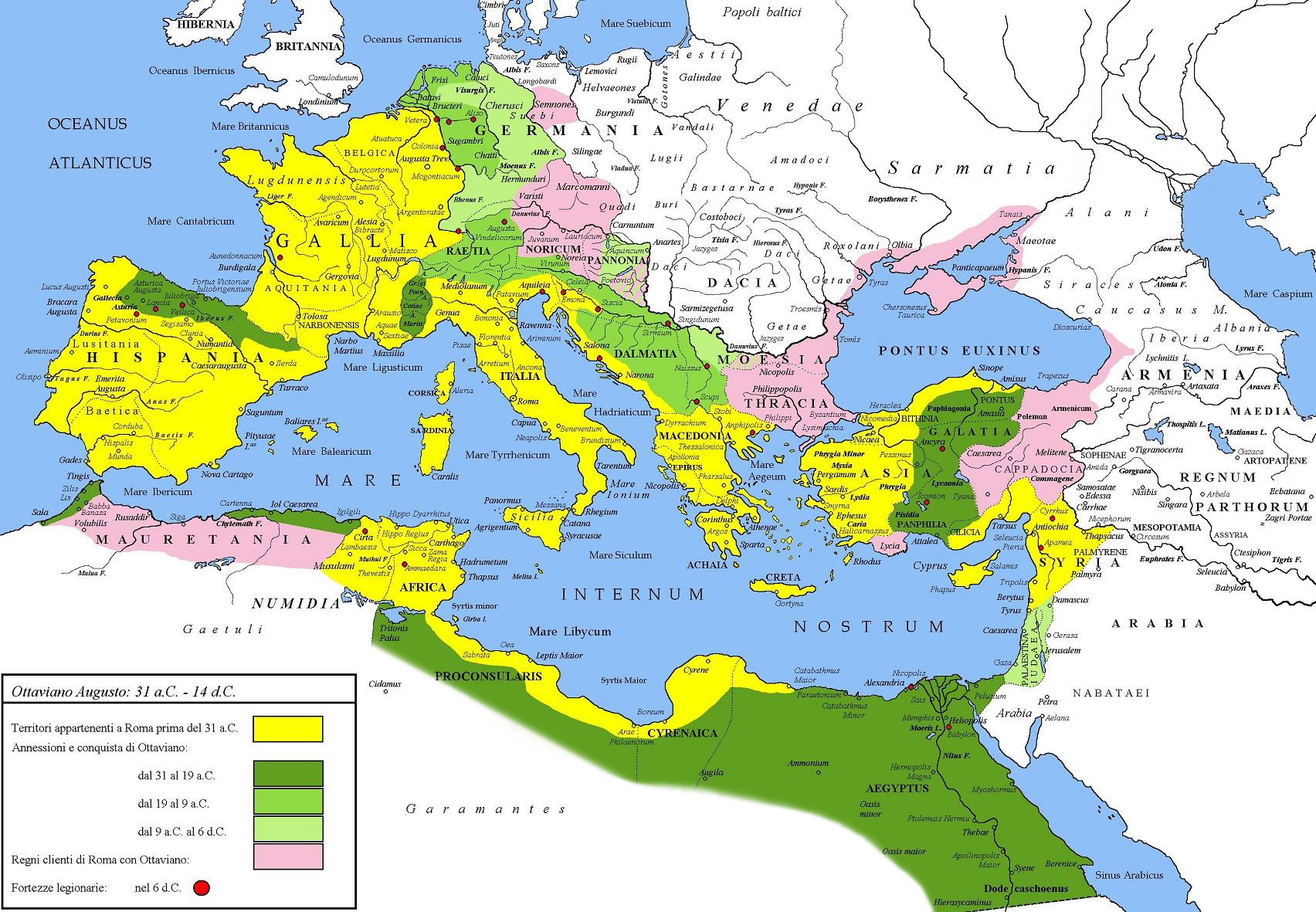
A Római Birodalom provinciái Augustus római császár korában (i. e. 27 – i. sz. 14)

- Kr.e. 30 – Aegyptus (Egyiptom), amelyet Augustus foglalt el, miután Kr.e. 30-ban legyőzte Mark Antoniust és VII. Kleopátrát . Ez volt az első császári (birodalmi) tartomány abban a tekintetben, hogy Augustus saját birtoka volt, mivel az egyiptomiak új fáraójukként ismerték fel. Eredeti neve Alexandrea et Aegyptus volt.
- Kr.e. 27 – Achaia (Görögország déli és középső része), Augustus elválasztotta Macedóniától (szenátori propraetoriális tartomány)
- Kr.e. 27 – Hispania Tarraconensis ; egykori Hispania Citerior (Észak-, Közép- és Kelet-Spanyolország), amelyet Augustus átszervezésével (birodalmi prokonzuli tartomány) hoztak létre Hispaniában.
- Kr.e. 27 – Lusitania ( Portugália és Extremadura Spanyolországban), amelyet Augustus hispániai tartományainak átszervezésével hoztak létre (birodalmi prokonzuli tartomány)
- Kr.e. 27 – Illyricum; Augustus meghódította Illíriát és Dél- Pannoniát Kr.e. 35–33-ban. Szenátori tartományként hozták létre Kr.e. 27-ben. Észak-Pannoniát a pannon háború (Kr. e. 14–10) során hódították meg. Dalmáciára (Illíria új neve) és Pannóniára osztották fel, amelyeket Kr.e. 9-ben, a batón háború (Bellum Batonianum) vége felé hivatalosan Felső-, illetve Alsó-Illyricumnak neveztek. Vespasianus (69–79) uralkodása alatt feloszlott, és új tartományok jöttek létre: Dalmácia és Pannónia. 107-ben Pannóniát Pannonia Superior és Pannonia Inferior – birodalmi tartományokra (proconsuláris, illetve propraetoriális ) osztották fel.

Pannonia provincia az 1. században
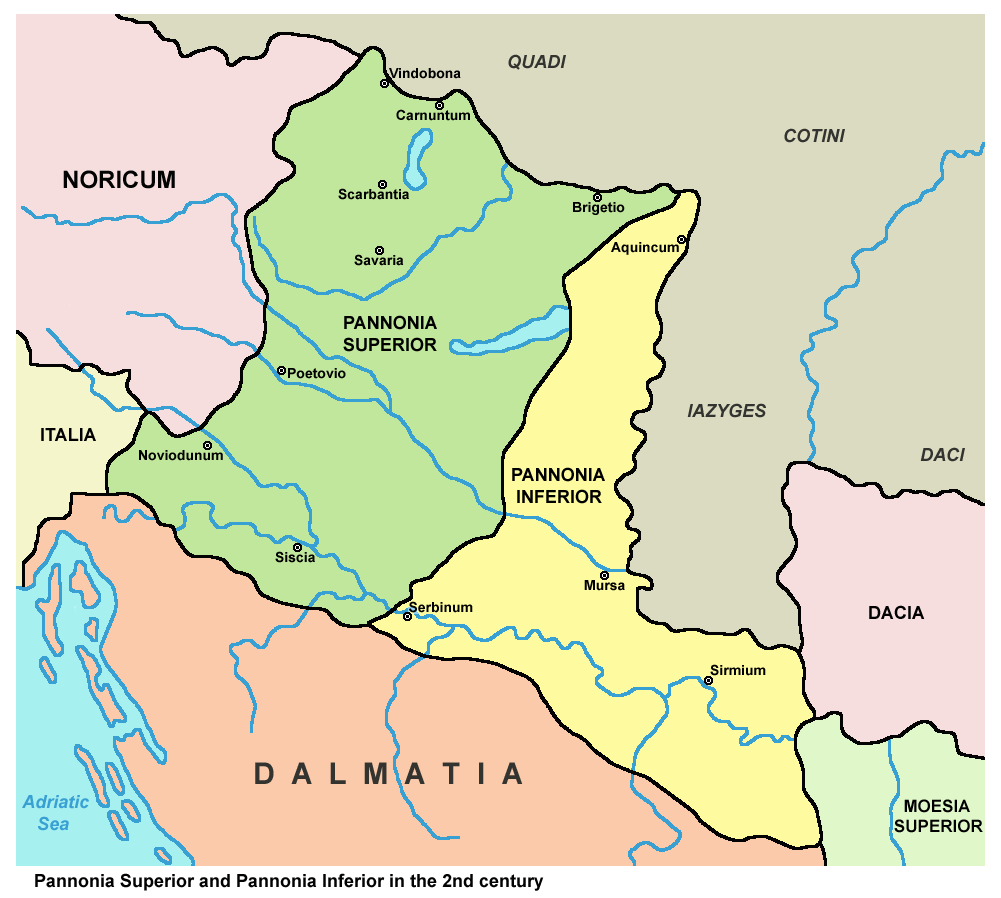
Pannonia provincia a 2. században
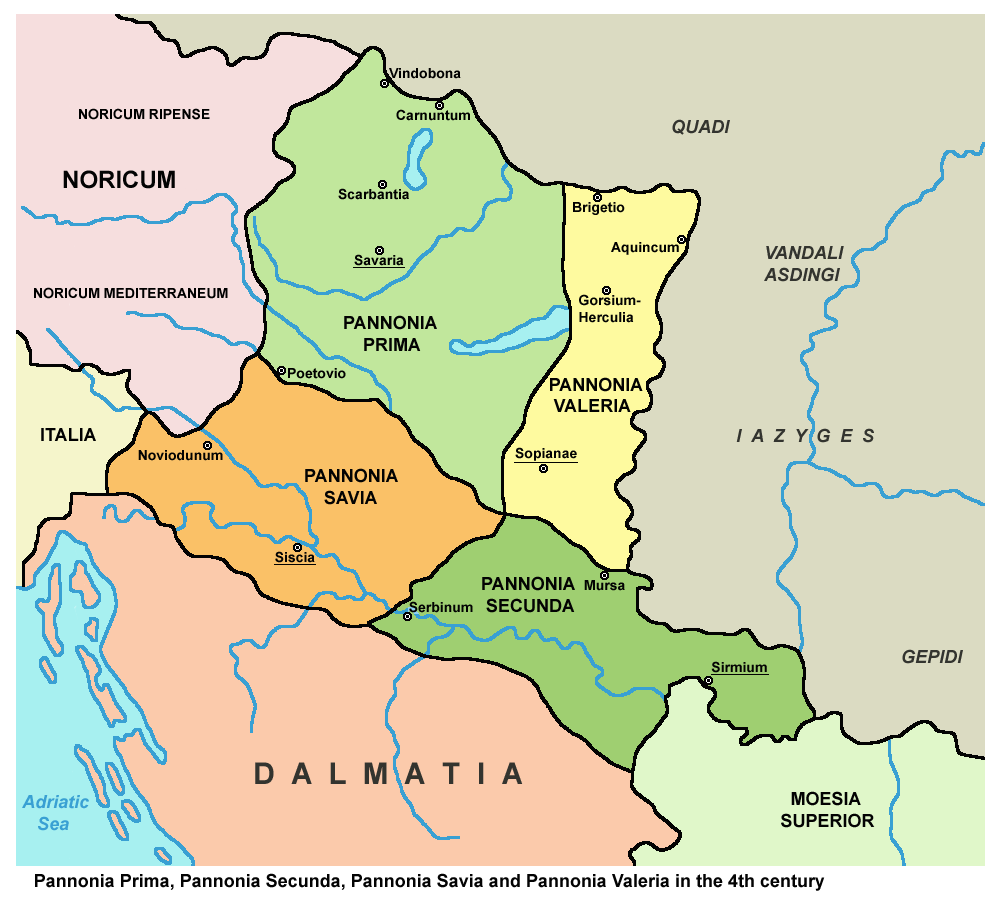
Pannonia provincia a 4. században

- Kr.e. 27 vagy ie 16–13 – Aquitania (Délnyugat-Franciaország) tartomány, amelyet a Julius Caesar által meghódított galliai területeken hoztak létre.
- Kr.e. 27 vagy ie 16–13 – Gallia Lugdunensis tartomány (Közép- és Észak-Franciaország része) a Julius Caesar által meghódított galliai területeken jött létre.
- Kr.e. 25 – Galácia (Közép- Anatólia, Törökország), korábban klienskirályság, Augustus csatolta Rómához, amikor Amyntas, az utolsó királya meghalt.
- Kr.e. 25 – Africa Proconsularis . Numidia kliens királysága II. Juba király (Kr. e. 30-25) alatt, korábban 46-30 között Afrika Nova tartomány. Az Africa Nova tartományt megszüntették, és összeolvadt Africa Vetus tartománnyal, létrehozva az Africa Proconsularis tartományt (Numidia nyugati területe kivételével). .
- Kr. e. 22 – Gallia Belgica ( Hollandia a Rajnától délre, Belgium, Luxemburg, Észak-Franciaország és Németország egy része a Rajnától nyugatra.
- Kr.e. 15 – Raetia
- Kr.e. 14 – Hispania Baetica ; egykori Hispania Ulterior (Dél-Spanyolország ); a spanyolországi provinciák Augustus általi átszervezésével jött létre (szenátori propraetorial tartomány). A név a Betisből, a Guadalquivir folyó latin nevéből származik.
- Kr.e. 7. – Germania Antiqua, miután három római légiót megvertek Kr.u. 9-ben
- Kr. u. 6.? – Moesia (a Duna keleti és déli partján a mai Szerbia része, Észak-Macedónia északi része, Bulgária északi része), Kr.e. 28-ban hódították meg, eredetileg katonai körzet volt Macedónia tartomány alatt. 85-ben Moesiát felosztották: Moesia Superior és Moesia Inferior (birodalmi prokonzuli tartományok).
- Kr. u. 6. – Júdea, a császári prokurátori tartomány, Heródes Arkhelaosz etnarchát követően jött létre, kezdetben Szamária, Júdea és Idumea területéről. Claudius 41-ben, Heródes Agrippa király alatt visszaállította a kliens királyság státuszát, majd Agrippa halála után 44-ben ismét provinciává vált, Galilea és Peraea területeivel kibővítve; Hadrianus Kr.u. 135-ben átkeresztelte „Syria Palaestina” (wd) (Szíria-Palaesztina) névre, és prokonzuli tartománnyá emelte.

#### Tiberius alatt
- Kr. u. 17 – Kappadókia (Közép-Anatólia – Törökország); császári propraetoriális (később prokonzuli) tartomány, amelyet az utolsó kliens király, Arkhelaosz halála után hoztak létre.

#### Claudius alatt
- Kr.u. 42 – Mauretania Tingitana (Észak-Marokkó); Ptolemaiosz, Mauretánia utolsó királyának halála után i.sz. 40-ben királyságát annektálták. Caligula, majdClaudius a lázadók legyőzésével, Kr.u. 42-ben Claudius két tartományra osztotta (birodalmi procuratorial provincia).
- Kr.u. 42 – Mauretania Caesariensis, (Nyugat- és Közép -Algéria ), Ptolemaiosz, Mauretánia utolsó királyának halála után, i.sz. 40-ben, a királyságát annektálta.
- Kr. u. 41/53 – Noricum (Közép- Ausztria, Északkelet- Szlovénia és Bajorország egy része), Kr.e. 16-ban került a Birodalomhoz. Tartománynak nevezték, de kliens királyság maradt. Claudius (41–54) uralkodása alatt (birodalmi propraetoriális tartomány) alakították.
- Kr.u. 43 – Britannia ; Claudius kezdeményezte Britannia invázióját. Kr.u. 60-ig a rómaiak ellenőrizték a Humber folyótól a Severn torkolatáig húzódó vonaltól délre eső területet. Walest 78-ban igázták le. 78–84-ben Agricola meghódította Észak-Angliát és Skóciát. Skóciát ezután elhagyták (birodalmi prokonzuli tartomány). Septimius Severus 197-ben Britannia Superior- ra és Britannia Inferior-ra osztotta fel. Birodalmi tartományok (prokonzuli, illetve propraetoriális ).
- Kr. u. 43 – Líciát Claudius annektálta, majd 74-ben egyesült Pamphyliával, így létrejött Lycia et Pamphylia ).
- Kr. u. 46 – Trákia (Trákia, Görögország északkeleti része, Bulgária délkeleti része és az európai Törökország)
- Kr. u. 47? – Alpes Atrectianae et Poeninae (Olaszország és Svájc között), Augustus Kr.e. 15-ben leigázta a lakóit. Beépült a Raetiába. A tartomány létrehozásának időpontja bizonytalan.

#### Nero alatt
- 62 – Pontuszt (a Pontoszi királyság keleti fele) Kolchisszal együtt elcsatolták, később a Kappadókia tartományba foglalták (valószínűleg Traianus császár alatt).
- 63 – A Boszporoszi Királyság a Moesia Inferior római tartomány része lett. 68-ban Galba visszaállította a Bosporoszi Királyságot, mint klienskirályságot.
- 63? – Alpes Maritimae (a Francia Alpokban), Augustus protektorátusként hozta létre, valószínűleg Néró alatt lett tartomány, amikor Alpes Cottiae provincia (császári procuratoriális tartomány) lett.
- 63 – Alpes Cottiae (Franciaország és Olaszország között), Kr. e 14-ben névleges prefektúra lett, amelyet a Cotii uralkodó dinasztia irányított. Nevét Marcus Julius Cottius királyról kapta. 63-ban tartomány lett (birodalmi procuratorial provincia).

#### Vespasianus alatt
- 72 – Kommagéné
- 72 – Kis-Örményország (Armenia Minor)
- 72 – Kilikia nyugati hegyvidéki részei összeolvadtak Kilikia birodalmi tartománnyal.
- 74 – Lycia et Pamphylia. Vespasianus (ur.:69–79) egyesítette a Claudius által elcsatolt Lükiát és Pamphyliát, amely Galácia tartomány része volt.

#### Domitianus alatt
- 83/84 – Germania Superior (Dél-Németország) Domitianus dél-németországi, az Agri Decumates-ig terjeszkedése szükségessé tette ennek a tartománynak a létrehozását.
- 83/84 – Germania Inferior (Hollandia területe a Rajnától délre, Belgium egy része és Németország egy része a Rajnától nyugatra) eredetileg katonai körzet Gallia Belgica alatt, amelyet Germania Superior (birodalmi prokonzuli tartomány) létrejöttekor hoztak létre.
- 92 – Kalkiszt Szíriához csatolták utolsó uralkodója, a Arisztobulosz tetrarka halála után.

#### Traianus alatt

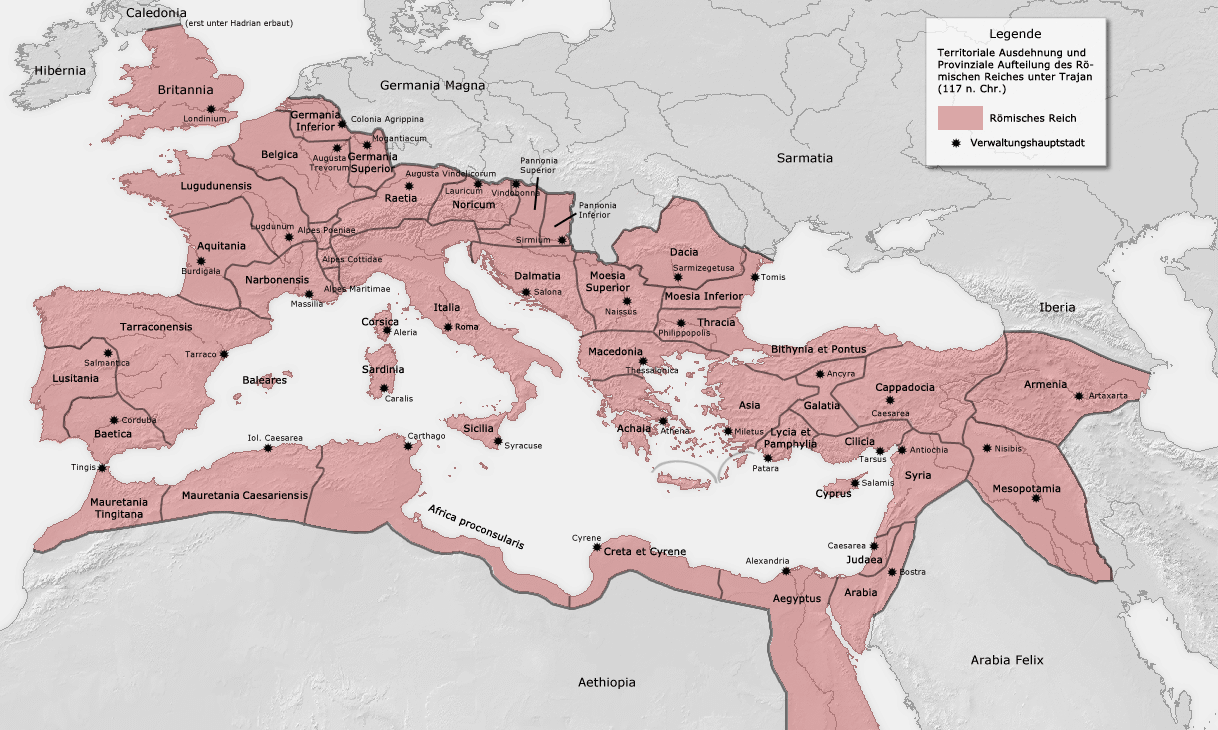
A Római Birodalom provinciái Traianus császár alatt (98-117)

- 100 – Iturea, Trachonitis, Batanea, Gaulanitis, Auranitis és Paneas területeket Szíriához csatolták, II. Agrippa Heródes király halála után.
- 106 – Arabia Petraea, korábban Nabateus Királyság, Traianus ellenállás nélkül annektálta (birodalmi propraetoriális tartomány)
- 107 – Dacia "Traianus" (Délkelet-Erdély régiói, a Bánság és Olténia), amelyet Traianus meghódított a dák háborúkban (birodalmi prokonzuli tartomány). 158-ban Antoninus Pius felosztotta Dacia Superiorra és Dacia Inferiorra részekre. Marcus Aurelius 166-ban három tartományra ( Tres Daciae ) osztotta: Porolissensis, Apulensis és Malvensis.
- 103/114 – Epirus Nova (Görögország nyugati részén és Dél-Albániában), Epirus eredetileg Macedónia tartomány alá tartozott. Külön tartomány lett Traianus alatt, valamikor Kr.u. 103 és 114 között, átnevezték Epirus Novára (Új Epirusz)
- 114 – Örményország, amelyet Traianus csatolt el. 118-ban Hadrianus helyreállította a kliens kirlyságot.
- 116 – Mezopotámiát ( Irak ) elfoglalták a pártusoktól, és Traianus bekebelezte, aki 115 végén megszállta a Pártus Birodalmat. Hadrianus adta vissza a pártusoknak, 118-ban. 198-ban Septimius Severus meghódított egy kis területet északon, és Mezopotámiának nevezte el.
- 116 – Asszíria. Traianus leverte az asszírok lázadását Mezopotámiában, és létrehozta a tartományt. Hadrianus 118-ban lemondott róla.

### A provinciák 120-ban
Római provinciák Kr. u. 120-ban:

### Késői kor

#### Septimius Severus alatt
- 193 – Numidiát Septimius Severus választotta el az Africa Proconsularis-tól.
- 194 – Syria Coele és Syria Phoenice. Septimius Severus felosztotta Szíriát erre a két, déli és északi egységre. Birodalmi tartományok (prokonzuli, illetve propraetoriális).

#### Caracalla alatt
- 214 – Osrhoene (Mezopotámia északi részén, a mai Irak, Szíria és Törökország egyes részein)

#### Aurelianus alatt
- 271 – A Dacia Aureliana (Bulgária és Szerbia nagy része) Aurelianus által, az egykori Moesia Superior területén létrehozva.

## Közigazgatási reformok a 4. században

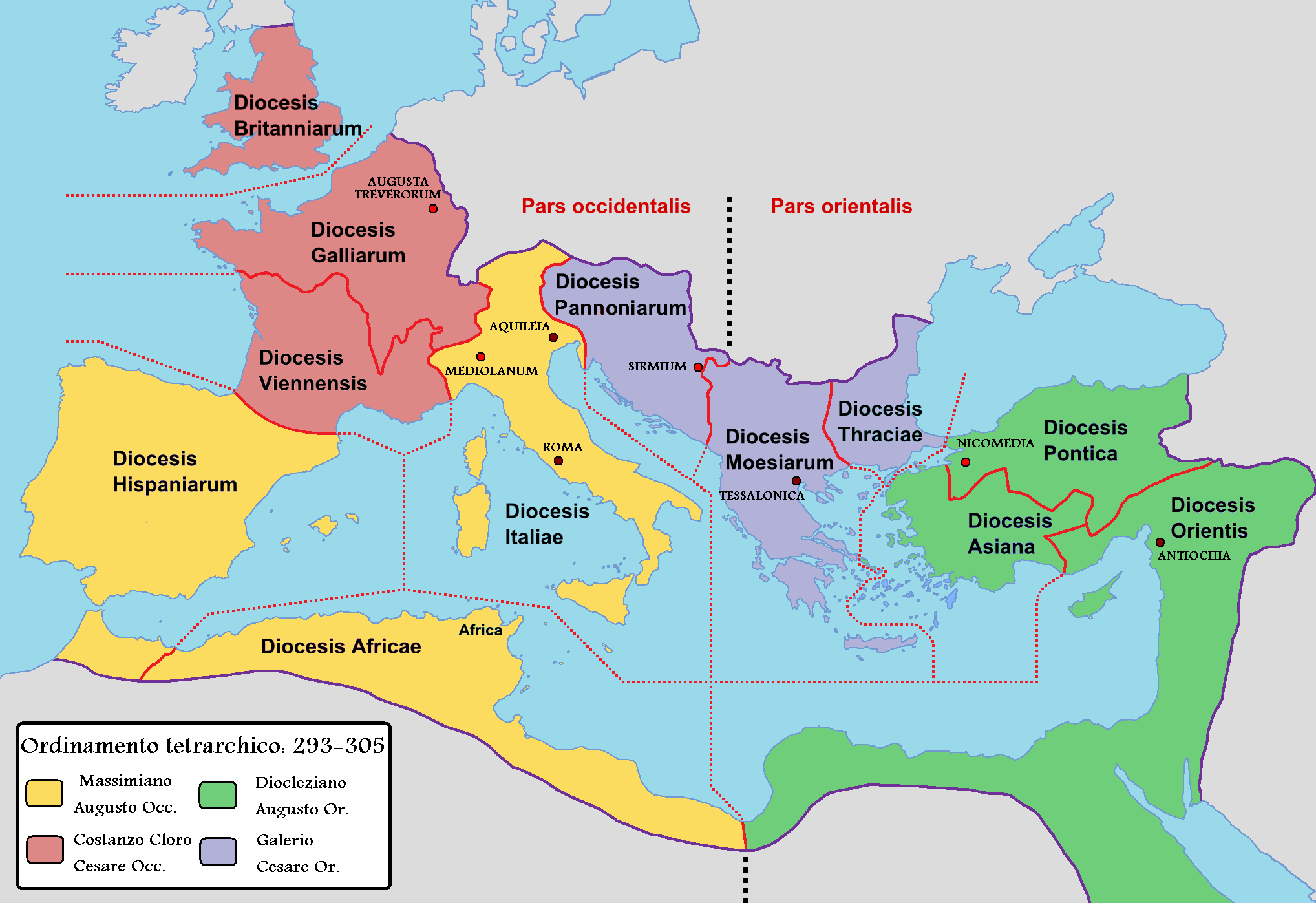
A Római Birodalom a tetrarchikus rendszer korában (300 körül)

Diocletianus császár radikális reformot vezetett be, létrehozva a tetrarchiaként ismert rendszert. 
A birodalom nyugati és keleti felét egy-egy augustus vezette, és mindkettőjüknek alárendeltek egy-egy caesart. Mind a négy hivatalnok, vagy inkább uralkodó a birodalom egy-egy negyedét kapta. Diocletianus ezen kívül bevezette a provinciák felett álló új közigazgatási egységet, a dioecesist. A birodalmat tizenkét dioecesis-re  osztotta, amelyek mindegyikéhez több provincia is tartozott. A dioecesis élén a vicarius állt. Diocletianus császár ezzel egyidőben a provinciák számát is megnövelte, az addigi 46 provinciából 85 kisebb provinciát alakított ki.
A diocletianusi négyesfogat nem sokáig maradt fenn, hiszen a caesari hivatal hamar megszűnt, a többi reform azonban tartósnak bizonyult. I. Constantinus (Nagy Konstantin) 318-ban bevezette a provinciák fölött álló három nagyobb közigazgatási egységet (praefectura praetorio), amelyeket a praefectus praetorio vezetett. Ezek a következők voltak:
- Oriens (dioecesisek: Oriens, Asia, Pontica)
- Illyricum, Italia et Africa (dioecesisek: Pannonia, Thracia, Moesia, Italia, Africa)
- Gallia (dioecesisek: Britannia, Gallia, Viennensis, Hispania)

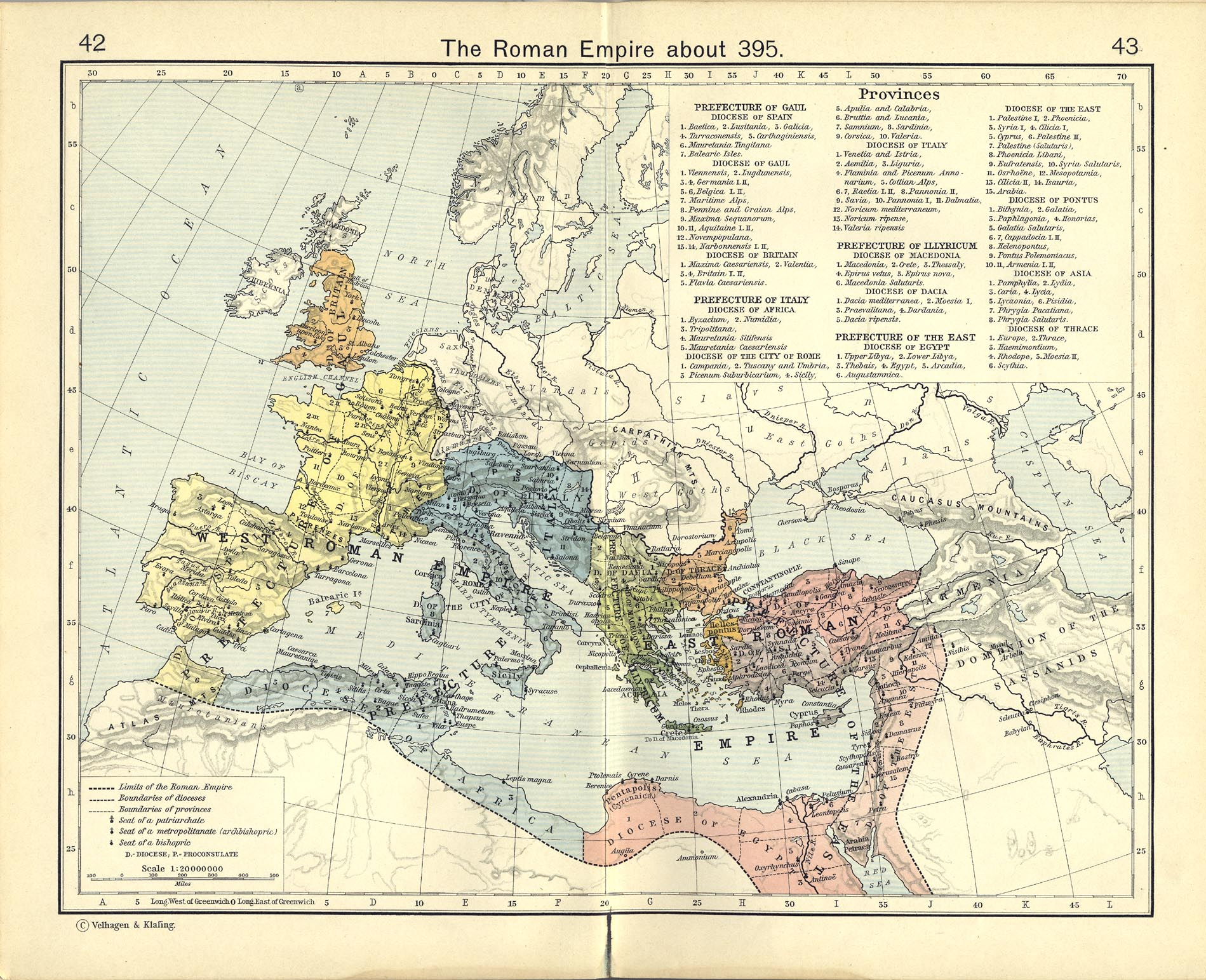
A Római Birodalom térképe 395 körül. A térkép Gallia, Italia, Illyricum és Oriens pretoriánus prefektúrákat, a 15 dioecesist és a 119 új provinciát ábrázolja.

A birodalom utolsó nagy átszervezésére 395-ben, I. Theodosius császár uralkodása alatt került sor, aki a dioecesisek számát 15-re, a provinciák számát pedig 119-re növelte. Theodosius halála után a birodalom két részre, keleti és nyugati birodalomra bomlott, de ez a felosztás megmaradt, csak a praefectura praetorio körzetek száma nőtt négyre, mivel a korábbi Illyricum, Italia et Africa praefecturát a birodalomszakadás kettévágta. A két részre osztott birodalomban a praefectura praetorio egységek és a hozzájuk tartozó dioecesisek a következők voltak:
- Keletrómai Birodalom
  - Oriens 
    - Aegyptus (6 provincia)
    - Oriens (15)
    - Pontica (13)
    - Asia (9)
    - Thracia (6)

  - Illyricum 
    - Macedonia (7)
    - Dacia (5)
- Nyugatrómai Birodalom
  - Italia et Africa 
    - Pannonia (7)
    - Italia Annonaria (7)
    - Italia Suburbicaria (10)
    - Africa (6)

  - Gallia 
    - Britannia (4)
    - Gallia (10)
    - Septem Provinciae (7)
    - Hispania (7)